# Школы буддизма
| Хронология развития и распространения буддийских школ (450 год до н. э. – 1300 год н. э.) |                                 |                        |                        |                                                   |                                                   |                                                   |                                                   |                                                   |                   |                   |                   |
|                                                                                           |                                 |                        |                        |                                                   |                                                   |                                                   |                                                   |                                                   |                   |                   |                   |
|                                                                                           | 450 до н.э.                     | 450 до н.э.            | 250 до н.э.            | 100 н.э.                                          | 100 н.э.                                          | 500                                               | 500                                               | 700                                               | 800               | 800               | 1200              |
|                                                                                           |                                 |                        |                        |                                                   |                                                   |                                                   |                                                   |                                                   |                   |                   |                   |
| Индия                                                                                     | ранняя Сангха                   |                        |                        |                                                   |                                                   |                                                   |                                                   |                                                   |                   |                   |                   |
| Индия                                                                                     | ранняя Сангха                   | Школы раннего буддизма | Школы раннего буддизма | Школы раннего буддизма                            | Школы раннего буддизма                            | Махаяна                                           | Махаяна                                           | Ваджраяна                                         | Ваджраяна         | Ваджраяна         |                   |
| Индия                                                                                     | ранняя Сангха                   | Школы раннего буддизма | Школы раннего буддизма | Школы раннего буддизма                            | Школы раннего буддизма                            |                                                   |                                                   |                                                   |                   |                   |                   |
| Индия                                                                                     | ранняя Сангха                   |                        |                        |                                                   |                                                   |                                                   |                                                   |                                                   |                   |                   |                   |
| Индия                                                                                     | ранняя Сангха                   |                        |                        |                                                   |                                                   |                                                   |                                                   |                                                   |                   |                   |                   |
|                                                                                           |                                 |                        |                        |                                                   |                                                   |                                                   |                                                   |                                                   |                   |                   |                   |
| Шри-Ланка и Юго-Восточная Азия                                                            |                                 |                        | Тхеравада              | Тхеравада                                         |                                                   |                                                   |                                                   |                                                   |                   |                   |                   |
| Шри-Ланка и Юго-Восточная Азия                                                            |                                 |                        |                        |                                                   |                                                   |                                                   |                                                   |                                                   |                   |                   |                   |
| Шри-Ланка и Юго-Восточная Азия                                                            |                                 |                        | Тхеравада              | Тхеравада                                         | Ваджраяна в Юго-Восточной Азии                    |                                                   |                                                   |                                                   |                   |                   |                   |
|                                                                                           |                                 |                        |                        |                                                   |                                                   |                                                   |                                                   |                                                   |                   |                   |                   |
| Центральная Азия                                                                          |                                 |                        | Греко-буддизм          | Греко-буддизм                                     | Греко-буддизм                                     | Греко-буддизм                                     |                                                   | Тибетский буддизм                                 | Тибетский буддизм | Тибетский буддизм | Тибетский буддизм |
| Центральная Азия                                                                          |                                 |                        |                        |                                                   |                                                   |                                                   |                                                   | Тибетский буддизм                                 | Тибетский буддизм | Тибетский буддизм | Тибетский буддизм |
| Центральная Азия                                                                          | Буддизм Великого Шёлкового пути |                        |                        |                                                   |                                                   |                                                   |                                                   | Тибетский буддизм                                 | Тибетский буддизм | Тибетский буддизм | Тибетский буддизм |
|                                                                                           |                                 |                        |                        |                                                   |                                                   |                                                   |                                                   |                                                   |                   |                   |                   |
| Дальневосточный буддизм                                                                   |                                 |                        |                        | Чань, Тэндай, Буддизм Чистой Земли, Дзэн, Нитирэн | Чань, Тэндай, Буддизм Чистой Земли, Дзэн, Нитирэн | Чань, Тэндай, Буддизм Чистой Земли, Дзэн, Нитирэн | Чань, Тэндай, Буддизм Чистой Земли, Дзэн, Нитирэн | Чань, Тэндай, Буддизм Чистой Земли, Дзэн, Нитирэн | Сингон            | Сингон            | Сингон            |
| Дальневосточный буддизм                                                                   |                                 |                        |                        | Чань, Тэндай, Буддизм Чистой Земли, Дзэн, Нитирэн | Чань, Тэндай, Буддизм Чистой Земли, Дзэн, Нитирэн | Чань, Тэндай, Буддизм Чистой Земли, Дзэн, Нитирэн | Чань, Тэндай, Буддизм Чистой Земли, Дзэн, Нитирэн | Чань, Тэндай, Буддизм Чистой Земли, Дзэн, Нитирэн |                   |                   |                   |
|                                                                                           |                                 |                        |                        |                                                   |                                                   |                                                   |                                                   |                                                   |                   |                   |                   |
|                                                                                           | 450 до н.э.                     | 450 до н.э.            | 250 до н.э.            | 100 н.э.                                          | 100 н.э.                                          | 500                                               | 500                                               | 700                                               | 800               | 800               | 1200              |
| \| \| Обозначения: \| \| = Тхеравада \| \| = Махаяна \| \| = Ваджраяна \|                 |                                 |                        |                        |                                                   |                                                   |                                                   |                                                   |                                                   |                   |                   |                   |
|                                                                                           | Обозначения:                    |                        | = Тхеравада            |                                                   | = Махаяна                                         |                                                   | = Ваджраяна                                       |                                                   |                   |                   |                   |

Среди множества школ сохранились только школы направлений Тхеравада, Махаяна и Ваджраяна (в соединении с Махаяной).

## Ранние школы буддизма (никая)
- Стхавиравада — «учение старейшин», хаймавата — «гималайские»
  - Вибхаджьявада (образовалась до 240 до н.э. и во время правления царя Ашоки) — «учение об анализе»,
    - Тхеравада (около 240 до н.э.), считается продолжением Стхавиравады и Вибхаджьявады
      - Абхаягиривада
      - Махавихаравада (современная Тхеравада)[источник не указан 2861 день]
      - Джетавания

    - Махишасака (V век до н. э.) — «устроители земли»
    - Кашьяпия (вторая половина III век до н. э.) — «последователи Кашьяпы», также суваршика «последователи Суварши»
    - Дхармагуптака (III век до н. э.) — «последователи Дхармагупты» или «защитники Дхармы»

  - Пудгалавада (около 280 до н.э.) — «учение о пудгале»
    - Ватсипутрия (во время правления царя Ашоки) — после раскола во второй половине II век до н. э. стала называться Самматия — «те, которые живут в согласии»
      - Дхармоттария (начало III век до н. э.) — «последователи Дхармоттары»
      - Бхадраяния (вторая половина II век до н. э.) — «те, кто следуют по пути Бхадры»
      - Шаннагарика (вторая половина II век до н. э.) — «из шести городов» (также Сандагирия — «из дремучего леса»)
      - Авантака[1]

  - Сарвастивада (около 237 до н.э.) — «учение о том, что всё существует» (также Вайбхашика — «последователи Комментария»)
    - Непальские вайбхашики[2]
    - Вайбхашики из восточной Индии[3]
    - Вайбхашики из центральной Индии[3]
    - Кашмирские вайбхашики
    - Апарантака[англ.]-вайбхашики[4]
    - Бахирдешака — «иноземные учители» (также пашчатия — «живущие к западу от Кашмира», гандхарские вабхашики)[5]
    - Муласарвастивада (III — IV век) — «коренная Сарвастивада»
    - Шабдика — «[последователи учения] о слове»[6]
    - Саутрантика (примерно 50 до н.э. — 100) — «опирающиеся на сутры», также санкрантивада «учение о переходе», тамрашатия «одетые в платья медного цвета», дарштантика «использующие примеры»:[7]

Среди саутрантиков выделялись различные течения:
По признаваемому авторитету:
- -     -       - Агаманусарино-саутрантика (последователи писаний Абхидхармы)
      - Ньяянусарино-саутрантика (последователи семи логических трактатов Дхармакирти)

По отношению к воспринимаемому:
- -     -       - Зунзин джаннямпа (gZung ‘dzin grang mnyam pa, «равное количество объектов и субъектов»)[8]
      - Гон(г)а чецальва (sGo nga phyed tshal ba, «половинка яйца»)[8]
      - Нацог нимэпа (sNa tshogs gnyis med pa, «недвойственность многообразий»)[8]
- Махасангхика (около 380 до н.э.) — «большая община»
  - Мадхьядешика[1]
  - Экавьявахарика (во время правления царя Ашоки) — «те, чья практика [даёт результаты] в одно [мгновение]»
    - Локоттаравада (III век до н. э. — «учение о том, что за пределами мира»

  - Гокулика (во время правления царя Ашоки) — «из рода быка», также куккулакатха — «рассуждение о горячем пепле»
    - Бахушрутия (конец III века до н. э.) — «те, кто много слышал»
    - Праджняптивада (конец III века до н. э.) — «учение о том, что [все вещи суть лишь] названия»

  - Чайтика (середина I века до н. э.) — «[поселившиеся на горе] с чайтьей»
    - Андхака[9] — «из Андхры»
      - Апарашайла — «с западной горы»
      - Уттарашайла, Пурвашайла — «с восточной горы»
      - Раджагирия[10] — «из Раджагрихи»
      - Сиддхартхика[9]
      - Апарараджагирика (Ваджирия)[10]

Влияние ранних школ на поздние:

Раздел Виная школы Дхармагуптака используют школы Винаи:
- Китайская Люй-цзун
  - Наньшань-цзун[11] (в доктринальном плане опирается на учение Йогачары[12]. В XI в. Юаньчжао предпринял усилия к совмещению канонов Тяньтай и Люй и составил комментарий на труды Даосюаня для адептов Тяньтай[13])
    - Корейская Юль-чонъ (Кеюль, Намсан)
    - Японская Риссю: Тосёдайдзи-ха

  - Сянбу-цзун (Сыфэньлюй-цзун) (опиралась на учение школы Чэнши)[14]
  - Дунта-цзун (опиралась на учение Сарвастивады)[15]

Кроме того, в китайском каноне содержатся уставы Винаи школ Сарвастивада, Муласарвастивада, Махищасака, Махасангхика, Кашьяпия, Самматия
Другие влияния на поздние школы:
- Китайско-корейско-японская школа Чэнши-цзун[англ.] (Сонсиль-чонъ, Дзёдзицу-сю) (сатьясиддхи/таттвасиддхи) считается ответвлением школ Саутрантика, Дхармагуптака или Бахушрутия (поглощена школами Саньлунь и Фасян).
- Китайская школа [старая] [А]питань[кит.]-цзун (абхидхарма) основывалась на толковании абхидхармических текстов школы Сарвастивада
- Китайско-корейско-японская Цзюйшэ-цзун (кор. Куса-чонъ, яп. Куся-сю:) (коша) или новая питань-цзун (абхидхарма) считается ответвлением школы Сарвастивада/Саутрантика (является субтрадицией школы Фасян/Хоссо).

На китайский язык переведены также абхидхармические трактаты Дхармагуптаки и Самматии; в китайский канон вошли сутры Дхармагуптаки, Сарвастивады, Махасангхики и Кашьяпии.
Все тибетские и монгольские монахи следуют винае Муласарвастивады, известна была в Тибете и «Пратимокша-сутра» локоттарвадинов и экавьявахариков. В тибетских монастырях изучается Абхидхарма-коша Васубандху, а в состав канона вошли сутры Муласарвастивады и в небольшом количестве — Тхеравады.

## Тхеравада
Различные школы Тхеравады связаны с комментаторскими традициями на палийский канон или со специфической практикой. Возможна существенная разница в интерпретации правил винайи.
- Бангладеш:
  - Сангхарадж-никая[англ.]
  - Махастхабир-никая[англ.]
- Бирма:[23]
  - Тхудхамма-никая[англ.]
    - Випассана учителя Махаси Саядо и линии учеников — У Ба Кхин, Гоенка, en:Insight Meditation Society

  - Шведжин-никая[англ.]
  - Чатубхуммика Махасатипаттхана Нгеттвин никая[англ.]
  - Дхамманудхамма Махадвая никая[англ.]
  - Вейлувун никая
  - Дхаммавинаянулома Муладвая никая
  - Дхаммаютика-никая Махайин
  - Ганавимут Гадо
  - Анаукчаунг Двая
- Шри Ланка:
  - Сиам-никай[англ.]
    - Ватуравила (Махавихара Вамшика Шьямопали Васанав-никай)
    - Малватта
    - Асгирия

  - Амарапур-никай[англ.]
    - Кандубода (или Шведжин Никай)
    - Тапована (или Кальянавамса)
    - Амарапура Сирисаддхаммаванса Маха Никая
    - Амарапура Мулавамсика Никая
    - Ударата Амарапура Никая
    - Амарапура Сабарагаму Саддхамма Никая
    - Саддхамма Юттхика (Матара) Никая
    - Дадалу Парампараятта Амарапура Никая
    - Амарапура Мраммавансабхидхаджа
    - Амарапура Ваджираванса Никая
    - Сабарагаму Саддхаммаванса Никая
    - Амарапура Арияванса Саддхамма Юттика Никая
    - Джулагандхи Никая
    - Ударата Амарапура Самагри Сангха Сабхава
    - Ува Амарапура Никая
    - Амарапура Сри Дхаммаракшита Никая
    - Удукинда Амарапура Никая
    - Самбуддха Сасанодая Сангха Сабхава
    - Амарапура Маха Никая
    - Сри Кальяниванса Никая

  - Рамання-никай[англ.]
    - Шри Кальяни Йогашрама Самстха[англ.] (Галдува)
    - Делдува
- Таиланд
  - Маха-никай[англ.]
    - Дхаммакая[англ.]

  - Тхаммают-никай[англ.]
  - Тайская лесная традиция[англ.] (камматтхана) (лесные монахи есть в обеих никаях)[24]
  - Санти Асоке[англ.]
  - Суан Моккх
- Лаос
  - Маха-никай[англ.]
  - Тхаммают-никай[англ.]
- Камбоджа
  - Моха-никай[англ.]
  - Тхаммают-никай[англ.]
- Индия
  - Маха Бодхи[англ.]
  - Далитское буддийское движение[англ.], Наваяна (Тхеравада с элементами Махаяны и Ваджраяны) (см. Амбедкар, Бхимрао Рамджи)
- Вьетнам
  - Джетавана-вихара (Kỳ Viên Tự)[25]
- Друзья западной буддийской общины[англ.] (Тхеравада с элементами Махаяны и Ваджраяны)

## Махаяна
- Мадхъямака
  - Мадхьямака-рангтонг (свабхавашунья, нихсвабхававада)
    - Прасангака (воззрения Гэлуг, Дрикунг Кагью, большинства сакьяпинских и части кармапинских лам)
    - Сватантрика
      - Саутрантика-мадхьямака-сватантрика
      - Йогачара-мадхьямака-сватантрика

  - Мадхьямака-жентонг (парабхава-шунья) (Маха-Мадхьямака, Парамартха-Читтаматра[26]) (воззрение Ньингма, части сакьяпинских и большинства кармапинских лам, Другпа Кагью, Шангпа Кагью, Джонанг, Римэ)
    - Сутрический женьтонг (Шакья Чхогдень[нем.] из школы Сакья, опирается на «десять сутр Татхагатагарбхи» и пять книг Майтреянатхи-Асанги)
    - Тантрический женьтонг (опирается на Калачакра-тантру, объединён Долпопа Шераб Гьялценом[англ.] из школы Джонанг с сутрическим)

  - Детонг[27]
  - Саньлунь -цзун («школа трёх трактатов»)
    - Санрон -сю:— японский вариант (поглощена школой Тэндай)
    - Самнон-чонъ — корейский вариант
- теория Татхагатагарбхи[кит.] («дхатувада») (см. Татхагатагарбха)
- Йогачара (Виджнянавада, Читтаматра)

По отношению к воспринимаемому:
- - Сакаравада (тиб. Намдэнпа[28])
    - Зунзин джаннямпа (gZung -‘dzin grang-mnyam-pa, «равное количество объектов и субъектов»)[8]
    - Гон(г)а чецальва (sGo-nga phyed-tshal-ba, «половинка яйца»)[8]
    - Нацог нимэпа (sNa-tshogs gnyis-med-pa, «недвойственность многообразий»)[8]

  - Ниракаравада (Анакаравада, тиб. Намцзунпа[28])
    - Дижи Намцзунпа[29]
    - Диме Намцзунпа[29]

По признаваемому авторитету:
- - Агаманусарино-виджнянавада (последователи пяти трактататов Асанги-Майтреянатхи)[29]
  - Ньяянусарино-виджнянавада (последователи семи логических трактатов Дхармакирти)[29]

Региональные варианты:
- - Вэйши-цзун (виджняптиматра, «школа только-сознания», также Фасян-цзун (дхармалакшана), цыэнь-цзун; учёный Оуян Цзинъу считал Вэйши и Фасян разными школами[30]) (сакаравада)[31]
    - Субтрадиция Куйцзи (главная линия)[32]
    - Субтрадиция Юаньцэ (Вончхыка[англ.]) (ниракаравада)[31]
    - Синь вэйши лунь («новая йогачара»)[33]
    - Цзюйшэ-цзун — см. выше
    - Попсан-чон (Юсик, Чаын) — корейский вариант
    - Хоссо:-сю: — японский вариант
      - Куся-сю: — см. выше
      - Сё:току-сю:[яп.] (См. Сётоку, Хорю-дзи)
      - Кита-Хоссо:-сю:[34]

  - Дилунь[англ.]-цзун (дашабхумика):[35]
    - Северное направление (влилось в школу Фасян)
    - Южное направление (поглощено школой Хуаянь)

  - Шэлунь[кит.] (самграха) (слилась со школой Фасян) (ниракаравада))[31]
    - Сё:рон[яп.]-сю: — японский вариант[36]
- Хуаянь-цзун (Юаньжун-цзун) (аватамсака)
  - Байюнь-цзун[кит.] (влилась в Байлянь-цзун)
  - Хваом-чон (Вŏн-юнъ) — корейский вариант
    -       - Тэхан пульгё Вонхё-чонъ (Пŏпсŏн-чонъ[кор.] (дхармата), Хэдонъ, Чунъдо) — корейская школа
      - Чонхва[37]

  - Кэгон -сю: — японский вариант (заимствовала элементы Ваджраяны)

Чань / Дзэн / Сон / Тхиен (дхьяна):
- Винитаручи (Тинидалыути) — вьетнамская школа, основанная учеником третьего патриарха Сэнцаня
- Хиянсан[кор.] — корейская школа, основанная учеником четвёртого патриарха Даосиня Помнаном, влилась в школу Чоге
- Нютоу-цзун[кит.] (яп. Годзу) (гошринга) — школа, основанная учеником четвёртого патриарха Даосиня, придерживалась воззрения Мадхьямаки[38]

Школы, основанные учениками пятого патриарха Хунжэня:
- Школа Чжишэня, придерживалась взглядов Виджнянавады
- Школа Лаоланя, придерживалась взглядов Виджнянавады
- Школа Сюаньши, придерживалась взглядов Виджнянавады
- Северная школа (Дуншань фа мэнь[англ.], Бэй-цзун (яп. Хоку-сю:)) — основана Шэньсю, придерживалась взглядов Виджнянавады
- Южная школа (Нань-цзун) — основана Хуэйнэном, придерживалась взглядов Экаяны[англ.] (см. Татхагатагарбха)
  - Баотан[англ.]-цзун (сычуаньский чань)[39]
    - Школа Хэшана Махаяны (тиб. ston-mun-pa, кит. упр. 頓門, палл. дуньмэнь) (учения сохранились в кхамской линии Дзогчена)

  - Цаоси-бэй-цзун, Хэцзэ-цзун[кит.]-цзун
  - Цаоси-нань-цзун (曹溪南宗)
    - Шитоу-цзун[кит.], Цинъюань
      - Цаодун-цзун
        - Сото-сю — японский вариант
          - До: гэн-ха (линия Ванси[40])
            - Линия Эйхэйдзи[41]
            - Линия Сэнъэ и Кё: го:[42]
            - Линия Дзякуэна[англ.][42]
            - Хо: ко:-ха (линия Канган Гиина[англ.])[42]
            - Линия Кэйдзана[англ.][42]
            - Самбо: Кё:дан[англ.]
              - en:White Plum Asanga

          - То:мё:[яп.]-ха
          - То: рё:-ха (東陵派)
          - Прогрессивный союз школы Сото[40]
          - Нё:рай-сю:[яп.]
          - Кю: сай-кё: (救世教)
          - Хо: о:-кё: (法王教)

        - Сумисан[кор.] — корейская школа, влилась в школу Чоге
        - Таодонг-тонг — вьетнамский вариант

      - Юньмэнь-цзун[кит.] (яп. Уммон-сю:, поглощена школой Риндзай)
        - Тхао Дыонг[вьет.]

      - Фаянь-цзун[кит.] (поглощена школой Линьцзи) (яп. Хо: гэн-сю:)

    - Хунчжоу-цзун[кит.] Наньюэ[англ.]
      - Линьцзи
        - Хуанлун-цзун[кит.] (яп. О:рю:)
        - Янци-пай[кит.] (яп. Ё:ги)
          - Хуцю (яп. Кукю)[40]
          - Дахуэй[40]
            - Нихон Дарума-сю:[яп.] — японская школа, поглощена традицией Сото Догэна[43][44]

        - Фо Гуан Шань (синтез Чань, Цзинту, Чжэньянь. При ассоциации существует Фонд развития буддизма тхеравады, представлены различные школы тибетского буддизма)
        - Риндзай — японский вариант
          - Риндзай-сю Гэндзю:-ха[40]
          - Риндзай-сю Мёсиндзи-ха[40]
            - Итибата Якуси Кё:дан[англ.]

          - Сэнко:-ха (Кэнниндзи[англ.]-ха) (линия О:-рю:, см. выше)
          - Ё:ги-ха (см. выше Янци-пай)
            - Сё: ити-ха (Тофукудзи-ха)
            - Дайкаку[яп.]-ха (Кэнтё:дзи[англ.]-ха)
            - Хо: кай-ха (法海派)
            - Дайо:[яп.]-ха
              - линия Гэттана (月菴宗光)
              - линия Сэкко:[яп.]

            - Готтан-ха
            - Дайкю:[яп.]-ха
            - Сэйкан-ха (西礀派)
            - Мугаку-ха (Энгакудзи[англ.]-ха)
            - Кё: до:-ха (鏡堂派)
            - Иссан-ха (Нандзэндзи-ха)
            - Косэн-ха (古先派)
            - Буцуэ-ха (仏慧派)
            - Тю:ган[англ.]-ха
            - Сэйсэцу-ха (清拙派)
            - Минки[яп.]-ха
            - Дзикусэн[яп.]-ха
            - Гутю:[яп.]-ха
            - Дайсэцу[яп.]-ха
            - Бэцудэн-ха (別伝派)
            - Кокутайдзи[англ.]-ха
            - Дайтокудзи-ха
            - Когакудзи[англ.]-ха
            - Тэнрю:дзи[англ.]-ха
            - Эйгэндзи[англ.]-ха
            - Хо:ко:дзи[англ.]-ха
            - Сё:кокудзи[англ.]-ха
            - Буццу:дзи[англ.]-ха
            - Ко:сё:дзи[яп.]-ха
            - Обаку-сю: — японская школа
            - Фукэ-сю: (Хотто:[яп.]-ха) — японская школа

        - Ламте-тонг — вьетнамский вариант
          - Лиеу Куан (Liễu Quán)
            - ветвь Ты Хиеу
              - en:Order of Interbeing (Dòng tu Tiếp Hiện) (Тхиен, Тхеравада, Хуаянь)[45]

        - Имдже-джон — корейский вариант

      - Во Нгон Тхонга школа — вьетнамская
      - Гуйян-цзун[англ.]-цзун (поглощена школой Линьцзи) (яп. Игё:)
        - Чуклам[вьет.][46]

Корейские школы (влились в школу Чоге):
- -     -       - Сильсансан[кор.]
      - Тоннисан[кор.]
      - Каджисан[кор.]
      - Сагульсан[кор.]
      - Сонджусан[кор.]
      - Саджасан[кор.]
      - Поннимсан[кор.]

    - Сёицу-ха (содержит элементы Ваджраяны)[47]
    - Хатто-ха (содержит элементы Ваджраяны)[47]
    - Тэхан пульгё Чоге-чонъ — корейский орден (объединяет ветви Линьцзи и Цаодун)
      - Хангук пульгё: Тхэго-чонъ[англ.][48] — корейский орден
      - Кван Ым Сŏн чонъ хве — международная школа, основанная корейским мастером Сун Саном

    - Вон-джонъ — корейский орден[49]
    - Вонбульгё — корейская школа необуддизма

Буддизм Чистой Земли (амидаизм, амитоизм):
- Цзинту-цзун[кит.]
  - Байлянь-цзун[50] — синкретическая школа
  - Тиньдо-тонг[вьет.] — вьетнамский вариант
  - Чŏнътхо-чонъ[кор.] — корейский вариант
  - Дзёдо-сю — японский вариант
    - Тиндзэй-ха (鎮西派)
    - Нисияма-ха (西山派)
    - Дзё:до-сю: Сэйдзан Букакуса-ха[яп.]
    - Дзё: до-сю: Сэйдзан Дзэнриндзи-ха
    - Нэмбуцу-сю: Самбо: удзан мурё:дзю-дзи[англ.]
    - Сэйдзан[англ.] (элементы Ваджраяны)
      - Дзи-сю:
        - Тайма-ха
        - Югё:[яп.]-ха
        - Икко:-ха[англ.]
        - Окутани-ха
        - Рокудзё:-ха
        - Сидзё:-ха
        - Кайи-ха
        - Рё: дзэн-ха
        - Кокуа-ха
        - Ития-ха
        - Тэндо:-ха
        - Гоэдо:-ха

    - Ю:дзу-нэмбуцу-сю:

Син-буддизм:
- -     - Дзёдо-синсю
      - Син-сю: О:тани-ха[яп.][40]
        - Итто:-эн — японская синкретическая религия[40]
        - Дзё:до-син-сю: Хигаси-Хонгандзи-ха[яп.]
        - Дзайданхо:дзин Хонган-дзи Идзидзайдан[яп.]

      - Дзё:до-синсю: Хонгандзи-ха[яп.]
        - Син буккё: до:сикай[яп.]
        - Сэкисэн-гацуха[яп.]
        - Дзё:до-син-сю: Синран-кай[яп.]
          - Дзё:до-син-сю: Ити-но-кай[яп.]

      - Син-сю: Такада-ха[яп.]
      - Син-сю: Букко:дзи-ха[яп.]
      - Син-сю: Ко:сё-ха[яп.]
      - Син-сю: Кибэ-ха[яп.]
      - Син-сю: Идзумодзи-ха[яп.]
      - Син-сю: Дзё:сё:дзи-ха[яп.]
      - Син-сю: Саммонто-ха[яп.]
      - Син-сю: Ямамото[яп.]-ха
      - Гэнсисин-сю: (原始眞宗)
      - Каякабэ-кё:[яп.]
      - Син-сю: Дзё:ко:дзи-ха[яп.]
      - Син-сю: Тё:сэй-ха[яп.]
      - Син-сю: Кита-Хонгандзи-ха[яп.]
      - Дзё: до-синсю: До: бо: кё: дан (真宗北本願寺派)
      - Дзё: до-синсинсю: Дзё: ко: дзи-ха (淨土真信宗浄光寺派)
      - Монто-сю: Итими-ха[яп.]
      - Гуган-синсю:
      - Буцугэн-сю: Энитикай[яп.]
      - Дзё:до-син-сю: Кэнго:ин-ха[яп.]
      - Дзё:до-син-сю: Кэко:-кай[яп.]
      - Буккё:-синсю: (仏教真宗)

  - Тэндай Синдзэй-сю:[яп.] (направление в школе Тэндай, см. ниже)
  - Ко:мё: нэмбуцу сингосё: сю:[яп.] (направление в Сингон, см. ниже)
- Непань-цзун[кит.] (нирвана)— поглощена школой Тяньтай
  - Ёльбан[кор.]-чонъ (Сихын) — корейский вариант
- Тяньтай-цзун (школа Лотосовой сутры)
  - Шаньцзя (山家)[51]
  - Шаньвай (山外)[51]
  - Тхиентхай-тонг — вьетнамский вариант
  - Чхŏнтхэ-чон — корейский вариант
    - Чхŏнтхэ соджа чонъ (кор. 천태소자종?, 天台疏字宗?)
    - Чхŏнтхэ пŏпса чонъ(кор. 천태법사종?, 千台法事宗?)
    - Тэхан пульгё Пŏпхва чонъ[37]
    - Пурип[37]
    - Ильсон[37]

  - Тэндай-сю: — японский вариант, содержит элементы Ваджраяны
    - Эсин-рю: (恵心流)[52] → Кава-рю: («речное направление»)[53]
      - Хо: тибо:-рю:
      - Сугиу-рю:
      - Гё: сэнбо:-рю:
      - Цутимикадо-мондзэки-рю:

    - Данна-рю: (檀那流)[52] → Тани-рю: («равнинное направление»)[53]
      - Эко: бо:-рю:
      - Бисямондо:-рю:
      - Тикуринбо:-рю:
      - Инокума-рю:

    - Саммон-рю:[англ.] («горная ветвь»)[54][55]
      - Дзикаку-дайси-рю:

    - Тэндай-дзимон-сю:[яп.] («храмовая ветвь»)
      - Тисё:-дайси-рю:
      - Мии-рю:
      - Хо: ман-рю:
      - Хондзан-сюгэндо:-сю:[56]

    - Тэндай Синдзэй-сю:[яп.]
    - Ва-сю
    - Сё: каннон-сю:
    - Кимпусэн Сюгэн хон-сю:
    - Мё: гэн-сю: (妙見宗)
    - Союз за реформу школы Тэндай[40]
    - Анраку-рицу (Анраку-ха 安楽流)[52]
    - Саммай-рю:
    - Ано:-рю:
    - Санно:-синто: — синкретическое движение, объединявшее синто, Тэндай и даосизм
    - Курамако:-кё:[яп.]
    - Нэмбо:-синкё:[яп.]

Нитирэнизм:
- -     - Нитирэн-сю
      - Итти-ха[яп.] (почитание всей Лотосовой сутры)
        - Минобу-монрю:[яп.] (Нико:[англ.]-монрю:)
          - Ниппондзан Мёходзи
          - Рэй ю: кай[англ.]

Движения, вышедшие из Рэй ю кай (ja:霊友会系教団):
- -     -       -         -           -             - Риссё: ко:сэй кай[англ.]
            - Буссё гонэн кай кё:дан[яп.]
            - Мё:ти кай кё:дан[яп.]
            - Мё:до кай кё:дан[яп.]
            - Ко:до: кё:дан[яп.]
            - Дзайкэ буккё: кокоро но кай[яп.]
            - Сисин-кай[яп.]
              - Кисин-кай[яп.]

            - Сэйги-кай кё:дан[яп.]
            - Дайэй-кай кё:дан[яп.]
            - Нихон кэйсинсу:содзисю:дан[яп.]
              - Фумё:-кай кё:дан[яп.]

            - Хосси-сю:[яп.]
            - Рэй хо: кай[яп.]

        - Хама-ха (Ниссё:[англ.]-монрю:)
        - Икэгами[англ.]-монрю: (Нитиро:[англ.]-монрю:, Хикигаяцу-монрю:[яп.])
          - Сидзё:-монрю:[яп.] (Нитидзо:[англ.]-монрю:)
            - Фудзю-фусэ-ха[англ.] (Нитио:[англ.]-монрю:, Хонгэ-сё: сю:)
              - Фудзю-фусэ Нитирэн Ко:мон сю:[яп.] (Цудэра-ха, Фудо: си-ха)
              - Нитирэн-сю:  Фудзю-фусэ-ха[яп.] (Хисаси-ха, До: си-ха)

            - Хонгэ Нитирэн-сю[яп.] (Киото)

          - Рокудзё:-монрю:[яп.] (Нитидзё:[яп.]-монрю: (日静門流))

        - Накаяма-монрю:[яп.] (Нитидзё:[яп.]-монрю: (日常門流))

      - Сё:рэцу-ха[яп.] (упор на второй и шестнадцатой главах Лотосовой сутры)
        - Сяка хомбуцу рон (изначальный Будда — Шакьямуни):
          - Нитидзю:[англ.]-ха (выделилась из Нитидзё: -монрю: (日常門流))
            - Кэмпон Хоккэ-сю:[англ.] (Нитирэн-сю: Мё:мандзи[яп.]-ха)
            - Нитирэн-сю: Дзю:си-кай[яп.]

          - Хоммон Хоккэ-сю:[яп.] (Нитирэн-сю: Хаппон-ха, Нитирю:[яп.]-монрю:) (выделилась из Нитидзо:-монрю:)
            - Хоммон Буцурю:-сю:[яп.]
              - Хоммон кё:о:-сю:[яп.]
              - Нитирэн сюги Буцурю:-ко:[яп.]

            - Хоккэ-сю: Хоммон-рю:[яп.]
              - Нитирэн-хоккэ-сю:[яп.]

            - Дзайкэ Нитирэн-сю: Дзё:фу: кай[яп.]

          - Хоккэ-сю: симмон-рю:[яп.] (Хоммё:-хоккэ-сю: , Нитисин[яп.]-монрю:, Нитирэн-сю: Хонрю:дзи[яп.]-ха) (выделилась из Нитидзо:-монрю:)
          - Хоккэ-сю: дзиммон-рю:[яп.] (Нитидзин[англ.]-монрю:, Нитирэн-сю: Хондзё:дзи[яп.]-ха) (выделилась из Нитидзё: -монрю: (日静門流))

        - Нитирэн хомбуцу рон (изначальный Будда — Нитирэн): Хоммон-сю:[яп.] (Ко: мон-ха, Фудзи-монрю:[яп.], Никко:[англ.]-монрю:)
          - Кайдан[яп.]-ха (Нитимоку[англ.]-монрю:)
            - Нитирэн-сё:сю:[англ.] (Нитидо[яп.]-монрю:, Сэкисан[англ.]-ха, Нитирэн-сю: Фудзи-ха)
              - Сё:син-кай[англ.]
              - Фудзи Тайсэки-дзи Кэнсё:-кай[яп.]
              - Сока Гаккай
              - Сё: бо: Хоккэ-сю: (正法法華宗) (главный храм — Тайкё:-дзи[яп.])
              - Хоммон-сё:сю:[яп.]

            - Ку[яп.]-мё:[яп.]-рё: дзан-ха (Нитиго:[яп.]-монрю:)
              - Дай Нитирэн-сю:[яп.]

          - Ко: то: хо: эн кай[яп.] (Китаяма[яп.]-монрю:, Дансё-ха)
          - Хоккэ-сю: Ко:-монрю: (Нисияма[яп.]-ха, Нитидай[яп.]-монрю:)
          - Нитирэн-хонсю:[яп.] (Ё:ходзи[яп.]-ха, Ё:сан-ха, Нитидзон[яп.]-монрю:)

      - Прогрессивный союз школы Нитирэн[40]
      - Кокутю:-кай[яп.][40]
        - Хонгэ мё: сю: рэммэй[яп.]

      - Хоккэ-Нитирэн-сю: (法華日蓮宗) (главный храм— Хо:рю:-дзи[яп.])
      - Хомпа Нитирэн-сю: (本派日蓮宗) (главный храм — 宗祖寺)
      - Хонгэ Нитирэн-сю: (本化日蓮宗) (Хёго, главный храм — 妙見寺)
      - Хоккэ-синто:[яп.] — почитание синтоистских ками в школе Нитирэна
      - Нитирэн-сю: аойко:[яп.]
      - Хатидайрю:о: дайсидзэн айсин кё:дан[яп.]
      - Хатидайрю:о: дзинхакко: сё:дан[яп.]
- Фудо:-сю: — японская школа[40]
- Критический буддизм (хихан буккё) — японско-китайское течение
- Чань сюэ (‘учение о созерцании’) — направление в китайском буддизме III—V в., делавшее акцент на практике сидячей медитации. Повлияло в дальнейшем на школы Тяньтай и Чань[58]
- Божо сюэ (‘учение о мудрости’) — направление в китайском буддизме III—VI в., делавшее акцент на изучении и толковании сутр Праджняпарамиты, оказало влияние на школу Саньлунь: Лю цзя ци цзун[кит.][59]:
  - Бэньу-цзун (本无宗)
  - Бэньуи-цзун 本无异宗
  - Цзисэ-цзун 即色宗
  - Синьу-цзун 心无义
  - Ханьши-цзун 含识宗
  - Хуаньхуа-цзун 幻化宗
  - Юаньхуэй-цзун 缘会宗
- Саньцзе-цзун[фр.][60] — китайская школа
- Быу шон ки хыонг[англ.] («странный аромат с драгоценной горы») — синтез Махаяны и Тхеравады
  - Фатзяо Хоахао — вьетнамская синкретическая школа
- Бинь сюен[англ.][25] — вьетнамская синкретическая секта
- Сутара-сю: (須多羅宗, «школа сутр») — японская школа, занималась толкованиями сутр Праджняпарамиты[36].
- Сидзэнти-сю: (自然智宗, «школа естественной мудрости»)[36]  — японская школа
- Помун-чонъ — корейский женский орден[37]
- Милэ цзяо[кит.] («Учение Майтреи») — китайская пробуддийская секта
- Лэнце-цзун[кит.] (ланкаватара) — школа Ланкаватара-сутры, предшественница Чань
- Синсэй Буккё: Кё:дан[яп.] — японская новая религия
- Томун-чонъ — корейская школа (кор. 도문종?, 道門宗?)

Махаяна сохранила очень старую «доканоническую» традицию Буддизма, которая в значительной степени, но не полностью, была исключена из канона Тхеравады.
Махаяна сохранила древние идеи от которых отказалась Тхеравада, такие как доктрина Трёх Тел Будды, идея сознания (Виджняна) как континуума, а также почитание буддийского пантеона.
Элементы этого Доканонического Буддизма пережили канонизацию, последующую фильтрацию идей и возродились в Махаяне.
Традиции Тхеравады и Махаяны «различные, но одинаково надёжные записи Доканонического Буддизма, который теперь утерян навсегда».

## Ваджраяна
Тибето-монгольский буддизм:
- Ньингма-па
  - Международная Дзогчен-община, созданная Намкхаем Норбу Ринпоче (Санти Маха Сангха)
  - Балагатское движение[67] → необуддизм Б. Д. Дандарона[68][69]

Шесть материнских монастырей:
- - Дорчжэ Драг[англ.]
  - Миндролинг
  - Палри
  - Катхог[англ.]
  - Пельюль
  - Дзогчен
  - Шечен

Известные циклы тэрма:
- - Лонгчхэнь Ньингтхиг[англ.]
  - Чоклинг Терсар
  - Намчхой[англ.]
  - Дуджом Терсар
  - Джангтер[нем.]
  - Кхордонг Тер

Сарма-па:
- Сакья-па
  - Собственно Сакья
    - Нгор[англ.]-па
    - Цар-па

  - Бодонг[нем.]-па
  - Булуг[кит.]-па (Шалу)
  - Цзонг
- Древняя Кадам-па[70] → Гэлуг-па (Новая Кадам-па)[71]
- Кагью(д)-па
  - Шангпа Кагью (ныне не существует как отдельная школа, учения передаются в рамках других линий Кагью и Сакья)
  - Марпа Кагью

«Четыре великих колонны» (Ka-chen bzhi):
- -     - линия Ог Чойкьи-Дорже (rNgog Chos-kyi-rdo-rJe)
    - линия Цура (’Tshur dBang-gi-rdo-rje)
    - линия изложения согласно системе Мэцонпы (Mes-tshon-po dPyal-se-tsa)
    - линии учеников Миларепы:
      - Речунг Кагью (ныне не существует как отдельная школа)
      - Дагпо Кагью
        - Карма Кагью Камцханг
          - Сурманг Кагью[нем.]
            - Шамбала-буддизм[англ.]
            - en:Celtic Buddhism

          - Неньдо Кагью
          - Гьялтёнь Кагью
          - Буддизм Алмазного Пути[англ.] Оле Нидала[73]

        - Цалпа Кагью[нем.] (поглощена школой Гэлуг)
        - Баром Кагью
        - Пагдру Кагью[нем.] (или П(х)агмо Д(р)укпа Кагью)
          - Таглунг Кагью[англ.]
            - Верхняя Таглунг Кагью
            - Нижняя Таглунг Кагью

          - Тропху Кагью[нем.]
          - Лингре Кагью
            - Друкпа Кагью
              - Бар-Друкпа (Верхняя Друкпа)
                - Барава Кагью

              - Мар-Друкпа (Средняя Друкпа)
                - Чжьянг-Друк (Северная Друкпа)
                - Хло-Друкпа-Кагью (Южная Друкпа)

              - То-Друкпа (Нижняя Друкпа)
              - Арья Майтрея Мандала (Другпа Кагью, Гэлуг, Чань, Тхеравада)[74]

          - Марцанг Кагью[нем.]
          - Елпа Кагью[нем.] (слилась с Карма Кагью)
          - Язанг Кагью[нем.]
          - Шугсеб Кагью[нем.] (поглощена школой Ньингма)
          - Дрикунг Кагью
            - Хланангпа (Хлапа)

          - Дагпо Кагью (линия трёх дядей и племянников из Дагпо Цалми)[75]
- Ка-Ньинг (Кагью + Ньингма)[76]
- Рипа (аскетическая йогическая традиция в Кагью и Ньингма)[77]
- Джонанг-па
- Дугэл Шиджед[нем.]-па и Чод (не существует как отдельная линия, но учения практикуются во всех школах):

Шиджед:
- - Старшая (ранняя) линия:[78]
    - Школа Ма (rMa)
    - Школа Сочунвы (So-chung-ba)
    - Школа Кама (sKam Ye-shes rGyal-mtshan)[79]
      - Верхняя линия
      - Нижняя линия

  - Средняя линия:[80]
    - Школа Тапы (Gra-pa mNgon-shes)
    - Школа Че (lCe)
    - Школа Чжанчунвы (lJang-chung-ba)[81]
      - Малая ветвь Средней линии («Отдельная» линия) — bRgyud-pa thor-bu-pa

  - Младшая (поздняя) линия[82]
  - Тайная «Единая» линия[83]
- Ари

Чод:
- - Пхо Чод (мужской чод)
  - Мо Чод (женский чод)
- Бон[85][86][87]

- Риме (внесектарное течение)

Неварский буддизм (см. Неварцы#Религия)
Восточноазиатский тантризм:
- Чжэньянь-цзун (мантра) (Ми-цзун)
  - Сингон-сю: — японский вариант
    - Коги Сингон-сю:[88]
      - Хиросава-рю:[89]
      - Оно-рю: (小野流)[89]
      - Ко:я-сан Сингон-сю:[яп.] (см. Коя-сан)
        - Тюин-рю
        - Накаяма синго сё:сю:[яп.]
          - Синго сё:сю:[яп.]

        - Бэнтэн-сю:[яп.] (см. Сарасвати)

      - То:дзи Сингон-сю:[яп.]
      - Сингон-сю: Дзэнцу:дзи-ха[яп.]
      - Сингон-сю: Дайго-ха[яп.]
        - Синнё: саммая рю:[яп.]

      - Сингон-сю: Омуро-ха[яп.]
      - Сингон-риссю:[англ.]
        - Синан-рю:[90]
        - Сёбо-рицу[91]

      - Сингон-сю: Дайкакудзи-ха[яп.]
      - Сингон-сю: Сэнню:дзи-ха[яп.]
        - Ко:мё: нэмбуцу сингосё: сю:[яп.]

      - Сингон-сю: Ямасина-ха[яп.]
      - О:но-ха
      - Сигисан Сингон-сю:[яп.]
      - Сингон-сю: Накаямадэра[англ.]-ха
      - Сингон Самбо:-сю:[англ.]
      - Сингон-сю: Сумадэра[яп.]-ха
      - Сингон-сю: То:дзи-ха[яп.]

    - Синги-Сингон-сю:[яп.]
      - Сингон-сю: Тисан-ха[англ.]
      - Сингон сю: Будзан-ха[англ.]
      - Сингон-сю: Кокубундзи-ха (真言宗国分寺派)
      - Сингон-сю: Муро:дзи[англ.]-ха
      - Сингон-сю: Инунаки-ха (真言宗犬鳴派)

    - Тодзан-ха[56]
    - Рё:бу-синто: («двустороннее синто») — течение, объединяющее элементы синто, Сингон и Тэндай
    - Синнё эн
    - Агон-сю:[англ.] — маргинальная японская школа
    - Татикава-рю:[англ.]
    - Иссай-сю:[яп.]
    - Гэдацу-кай[яп.] — синкретическая синто-буддийская религия

  - Тэндай (происходит от китайской школы Тяньтай, тайное учение (миккё) заимствовано у Сингон) (см. выше)
  - Чин-он-чон (Син-ин, Чингак) — корейский вариант
  - Чонъджи-чонъ (кор. 총지종?, 摠持宗?) — корейская школа
  - Мат-тонг[вьет.] — вьетнамский вариант.

## Обобщающие термины
- [Фа]син-цзун («школа сущности дхарм») — обобщающее название школ Хуаянь, Саньлунь, Тяньтай, Чжэньянь (в противоположность [Фа]сян — школе «свойств дхарм»)[92]
- Красношапочные школы[англ.] (zhwa dmar) — Ньингма, Кагью, Сакья (в противоположность желтошапочной (zhwa ser) Гэлуг и черношапочному (или белошапочному — zhwa dkar) Бон (иногда черношапочной (zhwa nag) называют Карма Кагью, Другпа Кагью и Дрикунг Кагью), синей Чань)[93]
- Школы сутр[кор.] (цзин цзун) — восточноазиатские школы, основывающиеся непосредственно на сутрах, и не имевшие точного индийского аналога — Тяньтай (Фахуа), Хуаянь, Непань, Лэнце, Нитирэн (Хоккэ), Сутара.
- Школы трактатов[кор.] (лунь цзун) — восточноазиатские школы, основывающиеся на шастрах — Саньлунь (Сылунь), Фасян/Вэйши, Шэлунь, Дилунь, Чэнши, Цзюйшэ, Питань.
- Школы созерцания (чань цзун) — восточноазиатские школы, уделяющие основное внимание практике психотехники — Чань, Чжэньянь, Люй, Цзинту.
- Пять домов и семь школ[вьет.] (у цзя, ци цзун) Чань — Гуйян, Фаянь, Юньмэнь, Цаодун, Линьцзи и два ответвления Линьцзи — Хуанлун и Янци.
- Пять доктрин[альных школ] и девять гор (о-гё (джонъ), ку сан) эпохи Силла и ранней Корё — Кеюль (Намсан), Попсон (Чундо), Попсан (Чаын), Вон-юн (Хваом), Ёльбан и девять школ Сон[94]
- Пять доктринальных и девять медитационных [школ] (о-гё янъ-джŏнъ) корейского буддизма — Кеюль, Попсан, Чундо, Хваом, Сихын; Сон и Чхонтхэ; позже объединены в две школы — доктринальную и созерцательную (선교 양종)[94]
- Девять гор[англ.] (ку сан) сон-буддизма: Сильсансан, Тоннисан, Каджисан, Сагульсан, Сонджусан, Саджасан, Поннимсан, Сумисан, Хиянсан.

## Комментарии
1. ↑  See also Atthakavagga and Parayanavagga